# شریل فاستر
شریل فاستر (انگلیسی: Cheryl Foster؛ زادهٔ ۴ اکتبر ۱۹۸۰) بازیکن فوتبال اهل بریتانیا است.
از باشگاه‌هایی که در آن بازی کرده‌است می‌توان به باشگاه فوتبال زنان لیورپول اشاره کرد.
وی همچنین در تیم ملی فوتبال زنان ولز بازی کرده‌است.